# الحبيب الجلولي
محمد الحبيب الجلولي ولد في يناير 1879 في تونس العاصمة وتوفي في 31 يناير 1957، هو سياسي تونسي.

## السيرة الذاتية
بدأ الحبيب بتعلم القرآن والقواعد الأساسية للديانة الإسلامية، ثم واصل تعليمه في المعهد العلوي أين تحصل على شهادته. ثم التحق بدروس القانون للبروفيسور Berge الذي كوَّن قضاة المحاكم الجهوية التي أنشئت في عام 1896.

كان من بين أول قضاة البلاد من غير الشيوخ، عين كنائب قاضي في القيروان في 1898، ثم قاضي في نفس المحكمة، وقاضي في محكمة الكاف في 1903، ثم في محكمة صفاقس في 1907 التي أصبح رئيسها المؤقت بين 1909 و1910. عين بعدها رئيسا لمحكمة قفصة في 1911 والكاف في 1912 وأخيرا رئيسا لمحكمة القيروان بين 1917 و1921. إنتقل إثرها إلى المخزن وعين قائد-حاكم القيروان ثم قائد-حاكم نابل بين 1925 و1933، ثم عين في نفس المنصب في باجة بين 1933 و1935، وأخيرا قائد ضواحي مدينة تونس في 1935.

في 1938، عين رئيسا لإدارة الحبوس. عينه الهادي الأخوة وزيرا للقلم في 1941 في حكومته، وواصل هذا المنصب في حكومة محمد شنيق الأولى وذلك حتى 1943، أين عين في 15 مايو 1943 في منصب وزير العدل في حكومة صلاح الدين البكوش الأولى، وذلك حتى 19 يوليو 1947. أصبح بعدها المدير الممثل للحكومة في مجلس إدارة الخطوط التونسية عند تأسيسها في 1948، وشغل نفس المنصف لدى الشركة البترول التونسية (Compagnie des pétroles de Tunisie).

## العائلة
هو ابن القائد علي الجلولي، الذي يعتبره محمد الصادق باي واحدا من القوى التي ساهمت في استقرار الإيالة التونسية أثناء ثورة علي بن غذاهم في 1964. جد والده هو المزارع الغني محمود الجلولي. تزوج الحبيب من سارة، ابنة محمد بن عاشور (رئيس إدارة الحبوس) وأخت العلامة محمد الطاهر بن عاشور، وأنجبا 5 بنات ووولدين. إبنه الأصغر أحمد الجلولي (1930-2011) كان شخصية مشهورة في مدينة تونس العتيقة.

## التشريفات
- الوشاح الأكبر لنيشان الافتخار.
- الوشاح الأكبر لنيشان عهد الأمان.[1]
- قلادة نيشان العهد المرصع.[1]
- ضابط الأكاديمية (فرنسا).
- قائد وسام جوقة الشرف (فرنسا)، في 17 يونيو 1942، من قبل المقيم العام الفرنسي جان بيار إستيفا باسم الماريشال فيليب بيتان.[4]